# Anna Ohura
Anna Ohura (大浦あんな?, Ōura Anna; Hokkaidō, 30 maggio 1980) è un'attrice pornografica giapponese.
È nota per le dimensioni del suo grande seno. In passato lei stessa ha affermato di avere il seno più grande nell'ambito del cinema erotico giapponese, nonostante le misure di Marina Matsushima siano in qualche modo maggiori. Le sue misure sono 101-58-88.
Anna Ohura appare in molti film pornografici, che sono tutti censurati secondo le norme della legge giapponese.

## Biografia

### Infanzia e adolescenza
Anna Ohura è nata da padre francese e madre giapponese. Da bambina avrebbe voluto realizzare fumetti e afferma che, se non avesse intrapreso la carriera nella pornografia, sarebbe diventata l'assistente di un soggettista di fumetti.

### Carriera
Ohura debutta in Delicious Juicy Fruit (たわわな果実 - Tawawana Kajitsu) con la Vénus una società di produzione "pro". Il titolo fu pubblicato il 24 febbraio del 2004.
Dopo aver girato ancora qualche video per la Venus, Ohura è sotto contratto con la Alice Japan. Il suo primo film per questa società, Maximum bust, è basato sui canoni del cosplay, del sadomasochismo e del bukkake.
Lavora anche per la TMA, un'altra casa di produzione "pro".
Nel 2002 Ohura posa in stile bondage per un album fotografico. Nel corso delle riprese, Haruki Yukimura, il fotografo e «maestro del bondage», suggerisce a Ohura di realizzare un video insieme. Il frutto di questa collaborazione porta sul mercato Secret Feelings.
Nel settembre del 2003, Ohura e Yukimura produssero un altro video di bondage, Big Tits Restricts, pubblicato sotto forma di un DVD doppio nel marzo 2005.
Secondo il sito web Jlist "il corpo affascinante e l'erotismo di Ohura… le procurano molti ammiratori in tutto il mondo". Come segno della sua grande fama mondiale, Ohura è stata l'ospite d'onore di un'esposizione internazionale di mobili che si tenne a Taipei nel 2003.
Ohura debutta con la Wanz Factory, una ditta "indie" con il DVD Super Angle of Oppai. Le critiche di questo DVD sono estremamente positive quando lo confrontano con i prodotti delle ditte "pro", noiosi con le loro scene di sesso scontate e i registi poco innovativi. Per contro, Ohura brilla in queste nuove realizzazioni degli studi "indie".

## Filmografia
| Titolo                                     | Produttore           | Regista                       | Apparizione        |
| ------------------------------------------ | -------------------- | ----------------------------- | ------------------ |
| Tawawana Kajitsu Debutto                   | Venus, VN-09         |                               | 2000, 24 febbraio  |
| Maximum Bust                               | Alice Japan, KA-2007 | Yuji Sakamoto                 | 2000, 29 dicembre  |
| The Bubbly Heaven                          | Alice Japan          | Shigeo Katsuyama              | 2002, 22 febbraio  |
| Bubbly Heaven Special Charter 7            | Alice Japan          | Usagi Kanda                   | 2003, 12 settembre |
| Big Breasts Fetish/ Anna Oura              | TMA                  |                               | 2003, 26 settembre |
| Secret Feelings                            | SUNSET COLOR         | Haruki Yukimura               | 2003, 30 settembre |
| The Nonstop Uniform Idol 2 Hours           | TMA                  |                               | 2004, 6 agosto     |
| Action! Huge Tits Girls 4 Hours!!          | Alice Japan          |                               | 2005, 14 gennaio   |
| Big Tits Restrict                          | CineMagic            | Haruki Yukimura, Kenji Hayami | 2005, 25 marzo     |
| Anna with a Change of Costume - Anna Ohura | TMA, TVR-016         |                               |                    |
| Angle of Super Big Tits                    | WAAP, SO-114         |                               |                    |
| Grade A Breast Attack                      | Grace, GR-28         |                               |                    |
| Complete Bust                              | Venus, VN-92         |                               |                    |
| Beautiful Super Cup Menu                   | VENUS, VN-24         |                               |                    |
| Type-G                                     | Venus, VN-17         |                               |                    |

- Busty Breasts - Anna Ohura (A-Class Breast Attack, Grade A Busty Animal, TMA, TWV-035)
- Contrary Soap Heaven, The (Babylon, KR-9164)
- Heartful Summer
- Super Angle Of Oppai (WAAP, SO-110)
- Ultra Boing (V&R Planning, VO-222)
- Tease Fetish Angels (TMA)